# Zierloris
Die Zierloris (Charmosyna) sind eine Gattung kleiner bis mittelgroßer, schlanker Papageien, die im Bergland von Neuguinea vorkommen.

## Merkmale
Zierloris haben lange spitze Schwänze, die bei manchen Arten länger und bei anderen kürzer als die Flügel sein können. Der Schnabel ist immer rot und viele Arten sind sehr farbenprächtig mit roten, grünen, gelben, blauen oder violetten Schmuckfedern.  Es gibt einen leichten Geschlechtsdimorphismus und die Zunge dieser Papageien ist so lang, dass sie damit die Augen lecken können. Die juvenilen Loris unterscheiden sich kaum von den Weibchen, sie haben jedoch einen kürzeren Schwanz.

## Lebensraum
Zierloris bewohnen Bergregenwälder aber auch Plantagen oder Bereiche im Tiefland in der Nähe menschlicher Siedlungen.

## Nahrung
Die Nahrung besteht aus Früchten, Nektar und Pollen.   

## In menschlicher Obhut
Zierloris lassen sich in menschlicher Obhut züchten. Sie sind jedoch anfällig für Krankheiten wie Aspergillose und Kandidose.

## Gefährdung
Vier Zierloriarten sind durch Vogelmalaria, Unwetter, Ratten sowie Habitatvernichtung bedroht. Der Palmzierlori wird von der IUCN als gefährdet eingestuft. Das Rothöschen ist extrem selten. Der Diademzierlori wurde seit Jahrzehnten nicht mehr zuverlässig nachgewiesen. Der Burulori wurde 2014 wiederentdeckt, nachdem er 1980 zuletzt gesichtet wurde.

## Systematik
Zur Gattung der Zierloris gehören heute drei Arten, von denen zwei in jeweils drei Unterarten unterteilt werden:
- Josephinenlori (Charmosyna josefinae (Finsch, 1873))
  - Charmosyna josefinae josefinae (Finsch, 1873)
  - Cyclopen-Josephinenlori (Charmosyna josefinae cyclopum Hartert, E, 1930)
  - Sepik-Josephinenlori (Charmosyna josefinae sepikiana Neumann, 1922)
- Papualori (Charmosyna papou (Scopoli, 1786))
- Stellalori (Charmosyna stellae A. B. Meyer, 1886)
  - Mount-Goliath-Papualori (Charmosyna stellae goliathina Rothschild & Hartert, E, 1911)
  - Wahnes Papualori (Charmosyna stellae wahnesi Rothschild, 1906)
  - Charmosyna stellae stellae A. B. Meyer, 1886

Einige weitere Arten, die bis 2020 zu den Zierloris gerechnet wurden, wurden in diesem Jahr anderen Gattungen zugeordnet, der Rotbürzellori (H. rubronotata) und der Schönlori (H. placentis) kam in die Gattung Hypocharmosyna, der Goldstrichellori (C. pulchella) und der Burulori (C. toxopei) kam zu Charmosynopsis, der Elfenlori (C. wilhelminae) gehört in die Gattung Charminetta, der Vielstrichellori (S. multistriata) ist die einzige Art der Gattung Synorhacma und der Margarethenlori (C. margarethae) gehört zu Charmosynoides.